# تشارلز تايلور شيرمان
تشارلز تايلور شيرمان (بالإنجليزية: Charles Taylor Sherman)‏ هو قاضي ومحامي وسياسي أمريكي، ولد في 3 فبراير 1811 في نوروولك في الولايات المتحدة، وتوفي في 1879 في كليفلاند في الولايات المتحدة. حزبياً، نشط في الحزب الجمهوري.